# Imperfect Remixes
Imperfect Remixes è il secondo EP del cantautore statunitense Serj Tankian, pubblicato il 1º marzo 2011 dalla Serjical Strike Records.

## Descrizione
Contiene tre remix di alcuni brani originariamente pubblicati nel secondo album in studio Imperfect Harmonies e il brano Godd*** Trigger, pubblicato inizialmente come bonus track nella versione giapponese dell'album.
L'unico singolo promozionale estratto da questo EP è stato Goodbye - Gate 21, rivisitazione in chiave rock del brano Gate 21 realizzata con la partecipazione del chitarrista dei Rage Against the Machine Tom Morello; per esso è stato realizzato anche un video musicale, pubblicato il 28 febbraio attraverso il canale YouTube di Tankian e che ha visto anche la partecipazione dei The F.C.C., il gruppo spalla del cantante.

## Tracce
1. Goodbye - Gate 21 (Rock Remix feat. Tom Morello) – 3:39
2. Reconstructive Demonstrations (Rock Remix) – 4:06
3. Invisible Love - Deserving? (Electro Remix) – 4:22
4. Godd*** Trigger (Non-Album Track) – 3:20

## Formazione
- Serj Tankian – voce, chitarra, basso, pianoforte, arrangiamenti orchestrali
- Dan Monti – chitarra ritmica (traccia 1)
- Tom Morello – chitarra solista (traccia 1)
- Mario Pagliarulo – basso (traccia 1), basso aggiuntivo (tracce 2-4)
- Troy Zeigler – batteria